# AJ and the Queen
AJ and the Queen ist eine US-amerikanische Fernsehserie, die am 10. Januar 2020 auf dem Video-on-Demand-Anbieter Netflix ihre Premiere feierte. Sie basiert auf einer Idee von Michael Patrick King und RuPaul, die beiden verfassten auch vier der Drehbücher, King inszenierte ebenfalls vier Episoden. Sie handelt von der Dragqueen Ruby Red, die nach einem finanziellen Verlust durch die Vereinigten Staaten reist und sich dabei mit dem Kind AJ anfreundet, das heimlich in ihr Wohnmobil eingestiegen ist. In der Serie haben etliche frühere Teilnehmerinnen von RuPaul’s Drag Race kurze Gastauftritte.
Am 6. März 2020 gab RuPaul bekannt, dass Netflix entschieden hat, die Serie nicht um eine zweite Staffel zu verlängern.

## Handlung
Die Dragqueen Ruby Red hat 100.000 Dollar gespart, um damit einen eigenen Drag-Club zu eröffnen. Allerdings ist ihr Lebenspartner Hector in Wahrheit der Trickbetrüger Damian Sanchez, der das Geld gemeinsam mit seiner Augenklappe tragenden Komplizin Lady Danger entwendet hat und damit geflohen ist. Deswegen beschließt Ruby, mit einem alten, heruntergekommenen Wohnmobil durch die gesamten Vereinigten Staaten zu reisen und in Clubs aufzutreten, um wieder an Geld zu kommen. Bei ihrem Plan wird sie von ihrem blinden Freund und Kollegen Louis unterstützt. Auf einem Zwischenstopp in New York schleicht sich das vorlaute zehnjährige Kind AJ in den Wagen, das nach Texas zu seinen Großeltern gebracht werden will. AJs Mutter Brianna vernachlässigt sie, da sie aufgrund ihrer Tätigkeit als Prostituierte kaum zuhause ist. AJ wurde von ihrem Vermieter der Wohnung verwiesen, weswegen sie nicht mehr in New York leben will. Fortan muss sich Ruby um AJ kümmern, zwischen den beiden entwickelt sich während ihrer Fahrten und Aufenthalten in verschiedenen Orten langsam eine Freundschaft.

## Produktion
Am 11. Mai 2018 gab Netflix bekannt, die Serie in sein Programm aufgenommen und für die erste Staffel zehn Episoden bestellt zu haben. Michael Patrick King und RuPaul, die die Serie kreierten, wurden auch als Drehbuchautoren und Executive Producer benannt, King führte zudem bei einigen Folgen die Regie. Sowohl Kings und RuPauls eigene Produktionsfirmen MPK Productions und RuCo als auch Warner Bros. Television sind an der Finanzierung beteiligt.
Neben RuPaul, der auch die Hauptrolle verkörpert, wurden Josh Segarra, Michael-Leon Wooley, Katerina Tannenbaum und Tia Carrere als weitere Hauptcharaktere besetzt, was am 20. September 2018 verkündet wurde. Im Oktober desselben Jahres wurde die Verpflichtung der Kinderdarstellerin Izzy Gaspersz bekannt gegeben. Im Januar 2019 verkündete Netflix, Matthew Wilkas in einer wiederkehrenden Rolle besetzt zu haben.
In der Serie haben mehrere ehemalige Teilnehmerinnen von RuPaul’s Drag Race Gastauftritte. Dazu zählen unter anderem die Gewinnerinnen Bianca Del Rio, Chad Michaels und Jinkx Monsoon, die Finalistinnen Trinity Taylor, Jujubee, Manila Luzon, Ginger Minj, Eureka O’Hara und Monique Heart sowie Pandora Boxx, Latrice Royale, Katya Zamolodchikova und Valentina, die in ihren Staffeln vom Fernsehpublikum zur beliebtesten Kandidatin, der Miss Congeniality, gewählt wurden.

## Besetzung und Synchronisation
Die deutschsprachige Synchronisation entstand nach dem Dialogbuch und der Dialogregie von Ralf Pel durch das Synchronstudio RRP Media.
| Rolle                           | Darsteller          | Synchronsprecher  |
| ------------------------------- | ------------------- | ----------------- |
| Robert Lincoln Lee / Ruby Red   | RuPaul              | Armin Schlagwein  |
| Amber Jasmine „AJ“ Douglas      | Izzy Gaspersz       | Emilia Raschewski |
| Louis Bell / Coco Butter        | Michael-Leon Wooley | Oliver Stritzel   |
| Hector Ramirez / Damien Sanchez | Josh Segarra        | Valentin Stilu    |
| Brianna Douglas                 | Katerina Tannenbaum | Lea Kalbhenn      |
| Leilani Kala’i / Lady Danger    | Tia Carrere         | Ghadah Al-Akel    |
| Officer Patrick Kennedy         | Matthew Wilkas      | Frank Schaff      |

## Episodenliste
| Nr. | Deutscher Titel | Originaltitel | Regie                | Drehbuch                               |
| --- | --------------- | ------------- | -------------------- | -------------------------------------- |
| 1 | New York City   | New York City | Michael Patrick King | Michael Patrick King & RuPaul          |
| Die Dragqueen Ruby Red verkündet, dass sie einen eigenen Drag-Club in der New Yorker Innenstadt eröffnen will. Für dieses Vorhaben hat sie 100.000 Dollar angespart. Anschließend geht Robert, wie Ruby mit bürgerlichem Namen heißt, mit seinem Freund und Geschäftspartner Hector essen, wobei dieser kurzfristig absagen muss, weswegen Robert geht. Vor seinem Wohnhaus steht der Junge AJ und bittet ihn um Geld, allerdings lehnt Robert aufgrund AJs ruppigem Verhalten ab. In ihrer Wohnung feiern Robert und sein Mitbewohner Louis die Eröffnung. Am nächsten Tag gehen die beiden zum Club, wo sich herausstellt, dass Hector ein Betrüger und mit dem Geld verschwunden ist. Zuhause will Louis Robert aufmuntern, als AJ einbricht, Roberts letzte Geldreserven entwendet und sich im Bad einschließt. Robert beschließt, erneut auf Tour zu gehen, und will AJ dem Jugendamt übergeben. Dieser kann allerdings flüchten, als er mit Louis allein ist. Am nächsten Morgen macht Robert sich in seinem Wohnmobil auf den Weg, auf der Autobahn muss er entsetzt feststellen, dass AJ sich an Bord geschlichen hat und eigentlich ein Mädchen ist. Sie fordert ihn auf, sie nach Texas zu ihren Großeltern zu fahren, nach einigen Streitigkeiten lenkt Robert ein. |                 |               |                      |                                        |
| 2 | Pittsburgh      | Pittsburgh    | Michael Patrick King | Michael Patrick King & RuPaul          |
| In einem Diner überlegt Robert, AJ doch nicht nach Texas zu fahren, muss aber nachgeben, weil diese droht, einer Kellnerin zu sagen, dass Robert sie angefasst hat. Robert schildert Louis telefonisch die Ereignisse und bringt AJ an einer Tankstelle davon ab, Süßigkeiten zu stehlen. Kurz darauf bekommt AJ einen Wutanfall, da sie ihr Handy im Diner vergessen hat, Robert verspricht, am nächsten Tag zurückzufahren. Abends will Ruby in einem Club in Pittsburgh auftreten und tritt dort auf ihre Erzrivalin Alma Joy. Sie gesteht ihr nach einem Gespräch mit AJ ihre prekäre Situation, weswegen sie sich vorübergehend vertragen. Währenddessen schneidet sich AJ ins Roberts Wohnmobil als Zeichen ihres Willens, mit ihm auskommen zu wollen, die Haare sehr kurz. In New York wird AJs Mutter Brianna während ihrer Arbeit als Prostituierte verhaftet, während eine Frau mit Decknamen Lady Danger von Louis erfährt, wo sich Robert aufhält. Am nächsten Tag gehen Robert und AJ zurück ins Diner, wo Lady Danger und Damien (Hectors richtiger Name) zusammen frühstücken. Robert versteckt sich, während AJ ihr Handy holt und Damiens Reifen aufschlitzt. Als Ruby und AJ wegfahren wollen, rammen sie mit dem Wohnmobil versehentlich ein anderes Auto. |                 |               |                      |                                        |
| 3 | Columbus        | Columbus      | Bobcat Goldthwait    | Jhoni Marchinko                        |
| Nach dem Auffahrunfall erhalten Robert und AJ von der Fahrerin des anderen Wagens 200 Dollar, damit sie ihre Schäden begleichen können. Als Damien das Diner verlässt, sieht er Robert und AJ, weswegen die beiden schnellstens weiterfahren, wobei sie von Damien und Lady Danger heimlich verfolgt werden. Robert und AJ beschließen, ihre Route zu ändern und durch Hershey zu fahren. In einer Autowerkstatt hört AJ auf ihrem Handy eine Sprachnachricht ihrer Mutter ab, die sich bei ihr für ihre Vernachlässigung entschuldigt. Das Wohnmobil muss über Nacht in der Werkstatt bleiben, weswegen Robert und AJ in einem Motel übernachten. Dort erfährt Robert von einem Wet-T-Shirt-Contest, auf dem es 1000 Dollar zu gewinnen gibt, und geht mit AJ dorthin. Obwohl Ruby ein Malheur mit ihren falschen Brüsten passiert, wird sie gefeierte Siegerin. Am nächsten Morgen antwortet AJ ihrer Mutter, diese hat allerdings ihr Handy verloren, wo es auf der Straße von einem Auto überfahren wird. Am Ende der Folge jagt Damien Ruby bei einem Auftritt von der Bühne, sie und AJ können aber fliehen. |                 |               |                      |                                        |
| 4 | Louisville      | Louisville    | Adam Davidson        | Michael Patrick King & RuPaul          |
| In Louisville ist Robert alarmiert, weil er einen Anruf von Damien erhält. In New York versucht Brianna verzweifelt, an ein neues Handy zu kommen, während in einem Drag-Club der Polizist Peter Robert über Damien befragt. AJ übergibt Peter Damiens Nummernschild, wodurch Peter nach New York zurückfährt, wo er weiter ermittelt und eine Beziehung mit Louis eingeht. Etwas später gerät Ruby im Schminkraum in Streit mit den anderen Dragqueens, während dem sie deren Utensilien entsorgt. Als sie sich fertig macht, ruft sie Damien an, der sich bei ihr entschuldigt und verspricht, das Geld in einer Woche zurückzubringen. Rubys droht bei ihrem Auftritt zu versagen, da ihre Rivalinnen die Bühnentechniker bestochen haben, allerdings kann sie ihren Auftritt noch retten. Danach muss Robert feststellen, dass AJ seine Situation an die Presse weitergegeben hat, woraufhin er einen Anruf von seinem Kollegen, dem Cher-Imitator Brian, erhält. Dieser gibt an, ebenfalls Opfer von Damien zu sein. Während sich Robert mit Louis bespricht, werden Damien und Lady Danger von der Polizei angehalten, können sich aber mit einer Birkin Bag und Geld freikaufen. Als Damien später von seiner Enttarnung in der Presse als Betrüger erfährt, reagiert er extrem wütend. |                 |               |                      |                                        |
| 5 | Mt. Juliet      | Mt. Juliet    | Michael Patrick King | Eric Reyes Loo                         |
| Robert ist schockiert, da AJ Diana Ross nicht kennt. Während Robert AJ erklärt, warum Ross in der LGBT-Gemeinschaft als Ikone gilt, fragt AJ, ob es auch Männer gebe, die ihn inspirieren. Robert antwortet mit dem Namen Bob Mackie, einem Modedesigner, der für seine Kleider im Camp-Stil bekannt ist. Da diesem ein Museum in Mt. Juliet gewidmet ist, machen Robert und AJ einen Abstecher dorthin. Während Robert die Diana-Ross-Roben bewundert, sieht AJ draußen eine liebevolle Mutter mit ihrer Tochter, was sie schmerzlich an den Tag erinnert, als sie von ihrem Vermieter aus der Wohnung geworfen wurde. Während Louis langsam mehr über Brianna herausfindet, betrügt AJ andere Leute in der Stadt um ihr Geld, wobei sie schließlich erwischt und zu Robert zurückgebracht wird. Die beiden streiten sich, weswegen sie im Wohnmobil und er im Museum bleibt. Während AJ traurig ihre Besitztümer betrachtet, freunden sich Robert und der Kurator Lloyd miteinander an und singen zusammen. AJ und Robert vertragen sich schließlich, wobei sie ihn mit einem aus dem Museum gestohlenen Kleid überrascht. Robert ist erfreut, muss das Kleid aber zurückgeben, als Lloyd an das Fahrer-Fenster klopft, worauf er und AJ weiterfahren. |                 |               |                      |                                        |
| 6 | Little Rock     | Little Rock   | Adam Shankman        | Stephen Soroka                         |
| Auf dem Weg nach Little Rock entdecken Damien und Lady Danger Roberts Wohnmobil, allerdings weigert sich Damien, dieses von der Straße abzubringen. Während sich AJ, die eigentlich Amber Jasmine heißt, an ihre Vergangenheit erinnert, stellt Robert das Wohnmobil auf einem Campingplatz ab. Als Robert wegen eines Dokuments auf seinem Laptop in seine Zeit mit Damien zurückversetzt wird, bitten ihn drei junge Frauen um Hilfe, die eine Grease-Show aufführen wollen. Während der Proben platzieren Damien und Lady Danger im Wohnmobil eine Klapperschlange, allerdings scheitert der Anschlag auf Roberts Leben. Währenddessen sucht AJ auf dem Campingplatz nach Diamanten im Boden, die sie ihrem Großvater schenken will. Bei der Aufführung singt der Nachbarsjunge Brick in einem Kleid mit AJ You’re the One That I Want. Sein Vater ist davon nicht begeistert, ändert aber nach einem Gespräch mit Robert seine Meinung. Am nächsten Tag findet AJ am Wohnmobil einen Peilsender, den sie an einem nahezu identisch aussehenden Wohnmobil anbringt. |                 |               |                      |                                        |
| 7 | Jackson         | Jackson       | Anne Fletcher        | Drew Droege                            |
| Brianna besucht Louis und fragt ihn, ob er weiß, wo AJ ist. Er verneint dies und gibt ihr etwas Geld, damit sie geht. In Mississippi kommen Robert und AJ im Drag-Club von Fabergé Legs an. Abends ruft Louis Robert an und erzählt ihm von Briannas Besuch. Danach machen sich Robert und AJ auf den Weg nach Tent City, wo Robert mit seinen letzten 100 Dollar zwei Obdachlosen einen Welpen abkauft. Am nächsten Morgen sind die beiden wieder in Jackson, wo Fabergé für sie ein Barbecue veranstaltet und ihnen eine Tüte mit Falschgeld gibt. Nach der Drag-Show geht Robert mit Fabergés Bodyguard Darrell spazieren, wobei sie sich küssen und AJ den Welpen nach Tent City zurückbringt. Lady Danger und Damien wollen indes Robert im Wohnmobil überwältigen, wo sie aber von Fabergés Leuten überrascht werden, die ihr Auto mit Baseballschlägern zertrümmern und ein Foto von Lady Danger ohne Augenklappe machen. Am Ende der Folge bittet Robert Louis, Brianna AJs Aufenthaltsort mitzuteilen. |                 |               |                      |                                        |
| 8 | Baton Rouge     | Baton Rouge   | Michael Spiller      | Jon Kinnally & Tracy Poust             |
| Nachdem AJ von einer Schaukel gefallen ist, wird sie von Robert ins Krankenhaus gebracht. Als Robert in AJs Handy diverse Textnachrichten ihrer Mutter findet, erkundigt er sich nach AJs Allergien, als der Akku leer ist. Danach fragt er AJ, warum sie nicht auf die Nachrichten geantwortet hat. Kurz darauf will ein Doktor wissen, wo AJs Mutter sei, allerdings behauptet Robert, dass AJ an Schönheitswettbewerben teilnehme und er ihr Coach sei. Während AJs Arm untersucht wird, zeigt sich in Rückblicken, dass AJs Erfahrungen mit Krankenhäusern sehr negativ sind. Robert wird festgenommen, da mehrere Personen Bedenken ob seiner Beziehung zu AJ gezeigt haben, allerdings klärt eine Krankenschwester auf, dass seine Schilderungen korrekt seien. AJ verlässt mit Robert das Krankenhaus, nachdem dieser die Behandlungskosten mit dem Falschgeld bezahlt hat. Unterdessen landet Lady Danger im Gefängnis, da sie die Kreditkarte von Lorraine Bracco gestohlen hat. Als Damien in ihrem Koffer einen doppelten Boden entdeckt, weigert er sich, ihre Kaution zu begleichen, und fährt mit dem Geld davon. |                 |               |                      |                                        |
| 9 | Fort Worth      | Fort Worth    | Dennie Gordon        | Michael Patrick King & Jhoni Marchinko |
| Robert und AJ kommen in Texas an. Da ein geplanter Auftritt von Robert abgesagt wurde, beschließt er, mit AJ seine Freundin Beth Barnes zu besuchen, weil es ihm sehr schwerfällt, AJ bald gehen lassen zu müssen. Sie dürfen die Nacht über bei Beth bleiben, obwohl AJ so schnell wie möglich weiterfahren will. In New York droht Brianna, Louis zu verklagen, da sich ihre Tochter den Arm gebrochen hat. Unterdessen trinkt AJ versehentlich Grapefruitsaft mit Wodka, weswegen Robert sie ins Bett bringt und sie ihm sagt, dass sie ihn lieb hat. Robert soll als Ruby für 4000 Dollar bei einer Party von Beth auftreten. Dieser Auftritt verläuft katastrophal, zudem hat sich AJ mit einem Angehörigen von Beth in das Wohnmobil geschlichen, das bei ihrem Fahrversuch zur Seite gekippt ist. Nach einem Streitgespräch mit Beth überzeugt Robert sie davon, dass sie ihre Glücklichkeit nicht mehr vortäuschen sollte. Am nächsten Morgen fahren Robert und AJ weiter, allerdings nicht zu AJs Großeltern, sondern zu einer großen Drag-Veranstaltung in Dallas. |                 |               |                      |                                        |
| 10 | Dallas          | Dallas        | Michael Patrick King | Michael Patrick King & RuPaul          |
| In New York will sich Brianna bei Louis für ihren Wutausbruch entschuldigen. Als sie herausfindet, dass sich AJ in Dallas befindet, entwendet sie mehrere 100-Dollar-Scheine, die auf dem Tisch liegen, und macht sich auf den Weg nach Texas. Lady Danger wird wegen Überfüllung aus dem Gefängnis entlassen und will Damien in New Orleans ausfindig machen. Dieser realisiert, dass er noch Gefühle für Robert hat, weswegen er ihm eine Sprachnachricht schickt, wonach er ihm das Geld bald bringen wird. Louis erwischt Patrick mit einem anderen Mann in flagranti, danach fährt er zu Robert nach Texas. Während AJ gegnerische Fans bestechen will, damit sie Ruby unterstützen, zerstört Lady Danger im Wohnmobil Rubys Perücken. Daraufhin finanzieren deren Mitstreiterinnen ihr eine neue Perücke, während Damien ihr in ihrer Umkleide das Geld zurückbringt. AJ schlägt Damien nieder, danach fliehen sie und Robert, während Louis an dessen Stelle am Wettbewerb teilnimmt. Dort gewinnt die Dragqueen Danielle, allerdings hat Lady Danger die Krone entwendet, was von Damien aus der Ferne beobachtet wird. Als Robert AJ an der Farm aussteigen lässt, findet er in ihrem zurückgelassenen Rucksack nach näherer Betrachtung heraus, dass die Postkarten ihres Großvaters gefälscht waren und dieser gar nicht existiert. Kurz darauf erscheint Brianna in einem Polizeiwagen und umarmt AJ, während Robert zusieht. |                 |               |                      |                                        |
| Am 10. Januar 2020 wurden alle Folgen der Staffel gleichzeitig bei Netflix veröffentlicht. |                 |               |                      |                                        |

## Rezeption
In der Internet Movie Database erreichte die Serie eine Bewertung von 7,6 von zehn Sternen basierend auf 5105 abgegebenen Stimmen. Auf Rotten Tomatoes erhielt sie einen Kritiker-Wert von 53 Prozent basierend auf 19 Kritiken sowie eine Zuschauer-Bewertung von 91 Prozent basierend auf 411 Stimmen. Auf Metacritic ergab sich bei den Kritikern eine Bewertung von 46 von 100 basierend auf 8 Kritiken sowie ein Zuschauer-Wert von 6,2 von zehn basierend auf 42 Stimmen.

„AJ and the Queen ist gerade wegen ihrer Längen und Erwartbarkeit eine nette Serie für Hang-Over-Tage, weil sie uns ganz warm einlullt, wie eine flauschige, knallbunte Wolldecke. Die Serie hat RuPauls bissigen Humor, ist aber genauso cheesy und kitschig wie Kevin Allein zu Haus. Fans von RuPaul's Drag Race können sich auf ein Wiedersehen mit ihren Lieblings-Queens aus der Drag-Casting-Show freuen, mit mehr oder weniger Schauspieltalent aber großer Begeisterung spielen sie Versionen von sich selbst (...) RuPaul hat sich in seiner Serie ein sehr tolerantes, offenes und akzeptierendes Amerika herbeifabuliert, in dem auf dem Land die gleichen Regeln gelten, wie in der Großstadt. In dieser Traumwelt braucht es keine handfesten politischen Kommentare oder Kritik. "AJ and the Queen" streift darum leider auch nur oberflächlich ein paar Aspekte, die LGBTQ+Menschen das Leben schwer machen.
Mehr als ein paar nette, versöhnliche Stunden und Motivations-Sprüche von RuPaul sollte man sich von dieser Serie nicht erwarten. Aber das reicht auch: AJ and the Queen ist die erste Feel-Good-Familienserie, mit einer Drag Queen als Hauptfigur und das ist ja an sich schon bemerkenswert.“

Claudia Reinhard befand in der Frankfurter Allgemeine Zeitung, dass die „laute Theatralik der Drag-Welt, der Spaß am Wortwitz und die Liebe zur Performance“ auf der einen und die „Freude an emotionaler Sehnsucht als dramatischer Motor“ auf der anderen Seite eine wunderbare Kombination sein könnten, beispielsweise in einer Szene, in der AJ mit falschen Gummi-Brüsten in einem Motel-Pool schwimmt und anschließend ebendiese einer Frau, die sich einer Mastektomie unterzogen hat, überlassen will. Die Mischung zwischen Komik und Dramatik sei allerdings irritierend, wenn „Klamauk einfach zum Drama umgedeutet“ werde und Karikaturen zu Figuren werden. So solle die Freude von AJs Mutter über Donuts nach einer anstrengenden Nacht als Prostituierte für Sitcom-Lacher sorgen, in der darauffolgenden Episode heische ihr Weg aus der Sucht um ehrliche emotionale Anteilnahme. Etwas Ähnliches gelte für das Verhältnis von Robert und Hector, weswegen die jeweiligen Konflikte der beiden Helden ihr dramatisches Potenzial nie ganz entfalten könnten. Überzeugender sei das Zusammenspiel von AJ und Robert, weil AJ dank Robert langsam lerne, dass eine weibliche Geschlechtsidentität wunderbar sein könne, während Robert durch den „tapferen Satansbraten“ zu einer Stärke auch außerhalb der Bühne inspiriert werde. Die beiden Hauptfiguren suchten auf die Antwort der Frage „Wenn du dich nicht selbst liebst, wie zur Hölle willst du jemand anderen lieben?“, die RuPaul den Kandidatinnen seiner Reality-Sendung in jeder Folge stellt, allerdings auf eine deutlich zahmere Art, mit klassischen Motiven des Buddy-Movie-Genres. Dies rühre mitunter an, könnte aber Fans des bissigen Drag-Humors langweilen.
Spencer Kornhaber beschrieb die Serie im The Atlantic als „extrem unausgeglichen, aber oftmals liebenswert“. Sie sei „dämlich und belehrend, lauwarm und bezaubernd“. Die Entwicklung der beiden Hauptfiguren von Streitigkeiten zu gegenseitigem Mitgefühl sei nicht überraschend, darauf komme es aber auch nicht an. Sich die Serie anzusehen sei vergleichbar mit dem „Rausfischen“ einer alten VHS-Kassette aus dem Comedy-Regal von Blockbuster Inc. im Jahr 1996. AJ and the Queen sei eine Selbstfindungsreise wie in Mein Vetter Winnie, ein Roadmovie wie To Wong Foo, thanks for Everything, Julie Newmar, eine „Seltsames-Paar-Komödie“ wie Twins – Zwillinge sowie eine „Altkluges-Kind-Eskapade“ wie Kevin – Allein zu Haus. Jede Szene sei so „kostensparend“, dass man ihren Kern nicht verpassen würde, wenn man sich beim Ansehen die Augenbrauen zupft. Die Drehbücher und Darsteller seien auf eine Art und Weise brutal, die für eine leichtfüßige Streaming-Serie ungeeignet sei und „seltsam anstrengend“ wirke. AJ and the Queen sei daran gelegen, das Gefühl der politischen und gesellschaftlichen Unterdrückung der LGBT-Gemeinschaft „zurück zu spulen“. Sie stelle Amerika als ein Land dar, in dem Intoleranz nur eine kleine Hürde sei. Dieser Optimismus sei nicht naiv, sondern eine wissentliche Provokation. Das Spektrum „nicht lustiger Kindesgefährdung und -Vernachlässigung“ ziehe sich durch die gesamte Handlung und unterstehe den Zuschauern, dabei zusammenzuzucken. Die negative und positive Einstellung sei eine komische Mischung, allerdings überwiege am Ende die positive. Der gute Wille der Serie sei groß, indem die Hauptfiguren erschöpften Dragqueens, verklemmten Hausfrauen und Kindern, die sich Gedanken über ihre Geschlechtsidentität machen, Selbstliebe beibrachten. Die Predigten von Robert/RuPaul seien ein Zeichen gewaltiger Transzendenz, und die Vision von Dragqueens, die Amerikas Wunden therapieren, verlockend beruhigend.
Laut Daniel D’Addario der Variety hätte die Serie neben RuPaul nicht viel anzubieten, der charismatische Hauptdarsteller müsse eine „tonal ungleichmäßige und wackelige Handlung“ ertragen. Die Handlung um Robert, der von seinem Liebhaber und dessen Komplizin zunächst um sein Geld betrogen und anschließend auf seiner Drag-Tour durch die Vereinigten Staaten verfolgt wird, während er sich langsam mit AJ anfreundet, sei für eine neue Serie eine „Unmenge an Ballast“, die AJ and the Queen schlecht bewältige. Lady Danger, ein „fauchender Drache, der aus der Carmen-Sandiego-Liga von Zeichentrick-Schurken“ geholt wirke, müsse sich den Handlungsstrang mit der traumatisierten AJ teilen, deren Mutter mit ihrer Sucht zu kämpfen habe. In den „großzügig gepolsterten“ Episoden gäbe es ohnehin nicht genügend Platz dafür, Robert dimensioniert darzustellen. Während seiner Reise sei Robert perfekt und witzig, in ein paar flüchtigen Szenen käme auch seine verletzliche Seite zum Vorschein. RuPaul würde diese gut spielen, allerdings seien sie zu sehr von der Figur entfernt, die die meiste Zeit zu sehen sei, zudem würden diese Sequenzen derart ungeschickt eingefügt werden, dass sie einfach „davon schwebten“. Eine Serie, in der Einsamkeit und Isolation durch Drag-Auftritte überwunden werden, sei zu viel für King und RuPaul. Drag sei ein sehr ernstes Thema, weswegen Roberts reflexartiger Witz und Verlegenheit, tagsüber in Drag gesehen zu werden, Charakter-Nuancen bilde, die die Serie gelegentlich in eine interessante Richtung trieben. Jedoch fühle sich Roberts Umwelt mit Carreres ungehinderter Darstellung und Gaspersz' übertriebenen Bemerkungen „unvollendet, chaotisch und schlampig“ an. Dies ziehe auch RuPaul herunter, der ein „überschwänglicher und vielleicht sogar potenziell akut emotionaler Darsteller“ sei.